# CDMA
Code Division Multiple Access (abreviat CDMA) este un canal de acces multiplu utilizat de către diverse tehnologii de comunicare radio. 
CDMA este un exemplu de acces multiplu, care permite ca în cazul în care sunt mai multe emițătoare, sa fie posibilă trimitea informației simultan pe un singur canal de comunicare. Acest lucru dă posibilitate mai multor utilizatori partajarea pe o bandă de frecvențe. Pentru a efectua acest lucru fără interferențe nejustificate între utilizatori, CDMA folosește o tehnologie de răspândire a spectrului de frecvențe și un sistem de codificare special. 
CDMA este folosit ca metodă de acces în mai multe standarde pentru telefoane mobile, cum ar fi cdmaOne, CDMA2000 (evoluția 3G a lui cdmaOne) și WCDMA (3G standard, utilizate de către operatorii GSM), care este adesea menționat ca și CDMA.